# Cambes (Gironda)
Cambes è un comune francese di 1 373 abitanti situato nel dipartimento della Gironda nella regione della Nuova Aquitania.

## Società

### Evoluzione demografica
Abitanti censiti